# Super Bowl LV
Super Bowl LV was de 55ste editie van de Super Bowl en de finale van het seizoen 2020 van de NFL. De finale ging tussen Tampa Bay Buccaneers en de Kansas City Chiefs.
De wedstrijd werd gewonnen door de Buccaneers die daardoor hun 2de Vince Lombardi trofee in ontvangst mochten nemen. 

## Kwalificatievolgorde
De teams die gekwalificeerd zijn voor de play-offs, zijn de 14 teams die de meeste overwinningen hebben behaald tijdens het normale seizoen. Onder deze 14 teams is er ook onderscheid in sterkte. Het beste team van elk conference speelt géén wedstrijd tijdens de Wildcard Round. 
De benaming van de rangschikking voor de play-offs noemt men "seeds."

## Overzicht seeds

### AFC –American Football Conference
#1 seed: Kansas City Chiefs ==> Speelt niet in de Wildcard Round
#2 seed: Buffalo Bills
#3 seed: Pittsburgh Steelers
#4 seed: Tennessee Titans
#5 seed: Baltimore Ravens
#6 seed: Cleveland Browns
#7 seed: Indianapolis Colts

### NFC –National Football Conference
#1 seed: Green Bay Packers ==> Speelt niet in de Wildcard Round
#2 seed: New Orleans Saints
#3 seed: Seattle Seahawks
#4 seed: Washington Football Team
#5 seed: Tampa Bay Buccaneers
#6 seed: Los Angeles Rams
#7 seed: Chicago Bears

## Wedstrijdschema
|  | Wildcard Play-offs                | Wildcard Play-offs       |                                   |                                   | Divisional Play-offs        | Divisional Play-offs        |                      |    | NFC & AFC Championships | NFC & AFC Championships |  |  | Super Bowl LV                  | Super Bowl LV                  |
|  |                                   |                          |                                   |                                   |                             |                             |                      |    |                         |                         |  |  |                                |                                |
|  | 9 jan. – Lumen Field              | 9 jan. – Lumen Field     |                                   |                                   | 16 jan. – Lambeau Field     | 16 jan. – Lambeau Field     |                      |    | 24 jan. – Lambeau Field | 24 jan. – Lambeau Field |  |  | 7 feb. – Raymond James Stadium | 7 feb. – Raymond James Stadium |
|  | 9 jan. – Lumen Field              | 9 jan. – Lumen Field     |                                   |                                   | 16 jan. – Lambeau Field     | 16 jan. – Lambeau Field     |                      |    | 24 jan. – Lambeau Field | 24 jan. – Lambeau Field |  |  | 7 feb. – Raymond James Stadium | 7 feb. – Raymond James Stadium |
|  | 9 jan. – Lumen Field              | 9 jan. – Lumen Field     |                                   |                                   | 16 jan. – Lambeau Field     | 16 jan. – Lambeau Field     |                      |    | 24 jan. – Lambeau Field | 24 jan. – Lambeau Field |  |  | 7 feb. – Raymond James Stadium | 7 feb. – Raymond James Stadium |
|  | Seattle Seahawks                  | 20                       |                                   |                                   | 16 jan. – Lambeau Field     | 16 jan. – Lambeau Field     |                      |    | 24 jan. – Lambeau Field | 24 jan. – Lambeau Field |  |  | 7 feb. – Raymond James Stadium | 7 feb. – Raymond James Stadium |
|  | Seattle Seahawks                  | 20                       |                                   |                                   | 16 jan. – Lambeau Field     | 16 jan. – Lambeau Field     |                      |    | 24 jan. – Lambeau Field | 24 jan. – Lambeau Field |  |  | 7 feb. – Raymond James Stadium | 7 feb. – Raymond James Stadium |
|  | Los Angeles Rams                  | 30                       |                                   |                                   | 16 jan. – Lambeau Field     | 16 jan. – Lambeau Field     |                      |    | 24 jan. – Lambeau Field | 24 jan. – Lambeau Field |  |  | 7 feb. – Raymond James Stadium | 7 feb. – Raymond James Stadium |
|  | Los Angeles Rams                  | 30                       | Green Bay Packers                 | 32                                |                             |                             |                      |    | 24 jan. – Lambeau Field | 24 jan. – Lambeau Field |  |  | 7 feb. – Raymond James Stadium | 7 feb. – Raymond James Stadium |
|  | 10 jan. – Mercedes-Benz Superdome |                          | Green Bay Packers                 | 32                                |                             |                             |                      |    | 24 jan. – Lambeau Field | 24 jan. – Lambeau Field |  |  | 7 feb. – Raymond James Stadium | 7 feb. – Raymond James Stadium |
|  | Los Angeles Rams                  | 18                       |                                   |                                   |                             |                             |                      |    | 24 jan. – Lambeau Field | 24 jan. – Lambeau Field |  |  | 7 feb. – Raymond James Stadium | 7 feb. – Raymond James Stadium |
|  | Los Angeles Rams                  | 18                       |                                   |                                   |                             |                             |                      |    | 24 jan. – Lambeau Field | 24 jan. – Lambeau Field |  |  | 7 feb. – Raymond James Stadium | 7 feb. – Raymond James Stadium |
|  | New Orleans Saints                | 21                       | 17 jan. – Mercedes-Benz Superdome | 17 jan. – Mercedes-Benz Superdome | Green Bay Packers           | 26                          |                      |    |                         |                         |  |  | 7 feb. – Raymond James Stadium | 7 feb. – Raymond James Stadium |
|  | New Orleans Saints                | 21                       | 17 jan. – Mercedes-Benz Superdome | 17 jan. – Mercedes-Benz Superdome | Green Bay Packers           | 26                          |                      |    |                         |                         |  |  | 7 feb. – Raymond James Stadium | 7 feb. – Raymond James Stadium |
|  | Chicago Bears                     | 9                        | 17 jan. – Mercedes-Benz Superdome | 17 jan. – Mercedes-Benz Superdome |                             |                             | Tampa Bay Buccaneers | 31 |                         |                         |  |  | 7 feb. – Raymond James Stadium | 7 feb. – Raymond James Stadium |
|  | Chicago Bears                     | 9                        | 17 jan. – Mercedes-Benz Superdome | 17 jan. – Mercedes-Benz Superdome |                             |                             | Tampa Bay Buccaneers | 31 |                         |                         |  |  | 7 feb. – Raymond James Stadium | 7 feb. – Raymond James Stadium |
|  | 9 jan. – FedExField               | 9 jan. – FedExField      | New Orleans Saints                | 20                                | 24 jan. – Arrowhead Stadium | 24 jan. – Arrowhead Stadium |                      |    |                         |                         |  |  | 7 feb. – Raymond James Stadium | 7 feb. – Raymond James Stadium |
|  | 9 jan. – FedExField               | 9 jan. – FedExField      | New Orleans Saints                | 20                                | 24 jan. – Arrowhead Stadium | 24 jan. – Arrowhead Stadium |                      |    |                         |                         |  |  | 7 feb. – Raymond James Stadium | 7 feb. – Raymond James Stadium |
|  | 9 jan. – FedExField               | 9 jan. – FedExField      | Tampa Bay Buccaneers              | 30                                | 24 jan. – Arrowhead Stadium | 24 jan. – Arrowhead Stadium |                      |    |                         |                         |  |  | 7 feb. – Raymond James Stadium | 7 feb. – Raymond James Stadium |
|  | Washington Football Team          | 23                       | Tampa Bay Buccaneers              | 30                                | 24 jan. – Arrowhead Stadium | 24 jan. – Arrowhead Stadium |                      |    |                         |                         |  |  | 7 feb. – Raymond James Stadium | 7 feb. – Raymond James Stadium |
|  | Washington Football Team          | 23                       | 17 jan. – Arrowhead Stadium       |                                   | 24 jan. – Arrowhead Stadium | 24 jan. – Arrowhead Stadium |                      |    |                         |                         |  |  | 7 feb. – Raymond James Stadium | 7 feb. – Raymond James Stadium |
|  | Tampa Bay Buccaneers              | 31                       |                                   |                                   | 24 jan. – Arrowhead Stadium | 24 jan. – Arrowhead Stadium |                      |    |                         |                         |  |  | 7 feb. – Raymond James Stadium | 7 feb. – Raymond James Stadium |
|  | Tampa Bay Buccaneers              | 31                       |                                   |                                   | 24 jan. – Arrowhead Stadium | 24 jan. – Arrowhead Stadium |                      |    |                         |                         |  |  | 7 feb. – Raymond James Stadium | 7 feb. – Raymond James Stadium |
|  | 10 jan. – Heinz Field             | 10 jan. – Heinz Field    | Tampa Bay Buccaneers              | 31                                | 24 jan. – Arrowhead Stadium | 24 jan. – Arrowhead Stadium |                      |    |                         |                         |  |  |                                |                                |
|  | 10 jan. – Heinz Field             | 10 jan. – Heinz Field    | Tampa Bay Buccaneers              | 31                                | 24 jan. – Arrowhead Stadium | 24 jan. – Arrowhead Stadium |                      |    |                         |                         |  |  |                                |                                |
|  | 10 jan. – Heinz Field             | 10 jan. – Heinz Field    | Kansas City Chiefs                | 9                                 | 24 jan. – Arrowhead Stadium | 24 jan. – Arrowhead Stadium |                      |    |                         |                         |  |  |                                |                                |
|  | 10 jan. – Heinz Field             | 10 jan. – Heinz Field    | Kansas City Chiefs                | 9                                 | 24 jan. – Arrowhead Stadium | 24 jan. – Arrowhead Stadium |                      |    |                         |                         |  |  |                                |                                |
|  | Pittsburgh Steelers               | 37                       |                                   |                                   | 24 jan. – Arrowhead Stadium | 24 jan. – Arrowhead Stadium |                      |    |                         |                         |  |  |                                |                                |
|  | Pittsburgh Steelers               | 37                       |                                   |                                   | 24 jan. – Arrowhead Stadium | 24 jan. – Arrowhead Stadium |                      |    |                         |                         |  |  |                                |                                |
|  | Cleveland Browns                  | 48                       |                                   |                                   | 24 jan. – Arrowhead Stadium | 24 jan. – Arrowhead Stadium |                      |    |                         |                         |  |  |                                |                                |
|  | Cleveland Browns                  | 48                       | Kansas City Chiefs                | 22                                | 24 jan. – Arrowhead Stadium | 24 jan. – Arrowhead Stadium |                      |    |                         |                         |  |  |                                |                                |
|  | 9 jan. – Bills Stadium            |                          | Kansas City Chiefs                | 22                                | 24 jan. – Arrowhead Stadium | 24 jan. – Arrowhead Stadium |                      |    |                         |                         |  |  |                                |                                |
|  | Cleveland Browns                  | 17                       |                                   |                                   | 24 jan. – Arrowhead Stadium | 24 jan. – Arrowhead Stadium |                      |    |                         |                         |  |  |                                |                                |
|  | Cleveland Browns                  | 17                       |                                   |                                   | 24 jan. – Arrowhead Stadium | 24 jan. – Arrowhead Stadium |                      |    |                         |                         |  |  |                                |                                |
|  | Buffalo Bills                     | 27                       | 16 jan. – Bills Stadium           | 16 jan. – Bills Stadium           | Kansas City Chiefs          | 38                          |                      |    |                         |                         |  |  |                                |                                |
|  | Buffalo Bills                     | 27                       | 16 jan. – Bills Stadium           | 16 jan. – Bills Stadium           | Kansas City Chiefs          | 38                          |                      |    |                         |                         |  |  |                                |                                |
|  | Indianapolis Colts                | 24                       | 16 jan. – Bills Stadium           | 16 jan. – Bills Stadium           |                             |                             | Buffalo Bills        | 24 |                         |                         |  |  |                                |                                |
|  | Indianapolis Colts                | 24                       | 16 jan. – Bills Stadium           | 16 jan. – Bills Stadium           |                             |                             | Buffalo Bills        | 24 |                         |                         |  |  |                                |                                |
|  | 10 jan. – Nissan Stadium          | 10 jan. – Nissan Stadium | Buffalo Bills                     | 17                                |                             |                             |                      |    |                         |                         |  |  |                                |                                |
|  | 10 jan. – Nissan Stadium          | 10 jan. – Nissan Stadium | Buffalo Bills                     | 17                                |                             |                             |                      |    |                         |                         |  |  |                                |                                |
|  | 10 jan. – Nissan Stadium          | 10 jan. – Nissan Stadium | Baltimore Ravens                  | 3                                 |                             |                             |                      |    |                         |                         |  |  |                                |                                |
|  | Tennessee Titans                  | 13                       | Baltimore Ravens                  | 3                                 |                             |                             |                      |    |                         |                         |  |  |                                |                                |
|  | Tennessee Titans                  | 13                       |                                   |                                   |                             |                             |                      |    |                         |                         |  |  |                                |                                |
|  | Baltimore Ravens                  | 20                       |                                   |                                   |                             |                             |                      |    |                         |                         |  |  |                                |                                |
|  | Baltimore Ravens                  | 20                       |                                   |                                   |                             |                             |                      |    |                         |                         |  |  |                                |                                |